# Lewis A. Pick

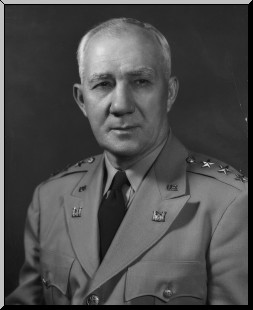
Lewis A. Pick

Lewis Andrew Pick (* 18. November 1890 in Brookneal, Campbell County, Virginia; † 2. Dezember 1956 in Washington, D.C.) war ein Generalleutnant der United States Army. Er war unter anderem Kommandeur des United States Army Corps of Engineers.
Lewis Pick war der Sohn von George Pick und dessen Frau Annie Crouch. Im Jahr 1910 absolvierte er die High School und studierte anschließend bis 1914 an der Virginia Tech University. Anschließend arbeitete er in den Jahren 1914 bis 1916 als Ingenieur für die Eisenbahngesellschaft Southern Railway. Danach entschloss er sich dem US-Heer beizutreten. Am 1. Juli 1917 gelangte er in dessen Offizierskorps. Dort wurde er als Leutnant den Pionieren (Corps of Engineers) zugeteilt. In der Armee durchlief er anschließend alle Offiziersränge vom Leutnant bis zum Drei-Sterne-General.
Im Lauf seiner militärischen Karriere absolvierte Andrew Pick verschiedene Kurse und Schulungen. Dazu gehörten unter anderem die Engineers School in Fort Belvoir in Virginia (1924), das Command and General Staff College in Fort Leavenworth in Kansas (1934) und das United States Army War College (1939).
Gleich zu Beginn seiner militärischen Laufbahn wurde er während des Ersten Weltkriegs mit dem 23. Engineer-Regiment nach Frankreich versetzt, wo er aktiv am Kriegsgeschehen teilnahm. Nach einer kurzen Zeit als Zivilist im Jahr 1919 trat er erneut der Armee bei und wurde auf die Philippinen versetzt, wo er von 1920 bis 1923 erneut als Mitglied des Engineer Corps stationiert war. Nach seiner Rückkehr in die Vereinigten Staaten diente er an verschiedenen Standorten als Offizier der Engineers. Dabei gehörten der Hochwasserschutz, der Ausbau von Hafenanlagen und deren militärischer Verteidigung, Flussregulierungen sowie der Bau von Schleusen und Stauwerken zu seinem Aufgabenbereich. Im Jahr 1927 war er während der Mississippiflut in New Orleans Bezirksleiter der dortigen Engineers. Seine Einheit war an der Bekämpfung der Flut und der Koordination von Hilfsmaßnahmen beteiligt.
In den folgenden Jahren bis September 1943 war er an verschiedenen Flüssen wie z. B. dem Missouri River und dem Ohio River mit Hochwasserschutz und Flussregulierungen befasst. Zwischenzeitlich war Andrew Pick auch Dozent an verschiedenen Schulen wie z. B. dem Command an General Staff College. Während des Zweiten Weltkriegs wurde er im Herbst 1943 zum Kriegsschauplatz China-Burma-Indien versetzt. Dort leitete er den für den Straßenbau zuständigen Bereich der Engineers. Er war maßgeblich am Bau der Ledo-Straße beteiligt.
Nach seiner Rückkehr in die Vereinigten Staaten leitete Andrew Pick die für den Missouri River zuständigen Einheiten der Engineers (Division Engineer, Missouri River Division). Am 1. März 1949 erhielt er als Chief of Engineers das Kommando über alle Engineer-Einheiten der US-Armee. In dieser Funktion löste er Raymond Albert Wheeler ab. Er behielt dieses Kommando bis zum 26. Januar 1953, als er von Samuel D. Sturgis III abgelöst wurde. Anschließend ging er in den Ruhestand.
Nach seiner Pensionierung wurde Pick Mitglied des Vorstands der Firma Georgia-Pacific Plywood Company. Er starb am 2. Dezember 1956 in der Bundeshauptstadt Washington und wurde auf dem Friedhof der Stadt Auburn in Alabama beigesetzt.

## Orden und Auszeichnungen
Lewis Pick erhielt im Lauf seiner militärischen Laufbahn unter anderem die Army Distinguished Service Medal und den britischen Companion des Order of the Bath.